# هككليفف (بيدفوردشير)
هككليفف (بالإنجليزية: Hockliffe)‏ هي قرية و أبرشية مدنية تقع في المملكة المتحدة في إنجلترا. يقدر عدد سكانها بـ 770 نسمة .